# Benedictus Bruzœus
Benedictus Bruzæus, född 1606 i Hagebyhöga församling, Östergötland, död 13 april 1693 i Risinge församling, Östergötlands län, var en svensk präst.

## Biografi
Bruzæus föddes 1606 i Hagebyhöga församling. Han var son till kyrkoherden Andreas Erici Helsingius och Brita Nilsdotter i församlingen. Han blev i mars 1627 student vid Uppsala universitet. Bruzæus avlade magisterexamen utomland. Han prästvigdes till rektor vid Vadstena trivialskola och blev 1 april 1642 kyrkoherde i Orlunda församling. 1648 blev han kyrkoherde i Risinge församling och kontraktsprost i Bergslags kontrakt. Han var riksdagsman för prästeståndet i Riksdagen 1650. Bruzæus avled 1693 i Risinge församling och begravdes 18 juli samma år.

### Familj
Bruzæus gifte sig första gången med en dotter till kyrkoherden Claudius Botvidi i Risinge församling.
Bruzæus gifte sig andra gången 25 juli 1642 med Anna Prytz (död 1661). Hon var dotter till kyrkoherden Claudius Prytz och Margareta Ericsdotter Holm i Sankt Olofs församling, Norrköping. De fick tillsammans barnen prästmannen Ericus Bruzæus, kyrkoherden Claudius Bruzæus (1649–1722) i Gårdeby församling och revisionslantmätaren Andreas Bruzæus i Livland.
Bruzæus gifte sig tredje gånger 19 augusti 1662 med Margareta Drysenius. Hon var dotter till kyrkoherden Samuel Drysenius och Anna Nilsdotter Grubb i Vadstena. Margareta Drysenius hade tidigare varit gift med rektorn Petrus Pelicanus i Söderköpings trivialskola, Söderköping. Bruzæus och Drysenius fick tillsammans barnen Anna Bruzæus (1663–1725) som var gift med kyrkoherden Bothvidus Bergius i Örtomta församling, Margareta Bruzæus (1665-1696) som var gift med bokhållaren Claes Elgh på Ekenäs slott i Örtomta socken, Brita Bruzæus som var gift med kyrkoherden Jacobus Ardeander i Å församling, Kerstin  Bruzæus (1675-1728), Sigrid Bruzæus som var gift med kyrkoherden Zacharias Lönbom i Klockrike församling och Samuel Bruzæus (död 1682).